# Clemens Winkler

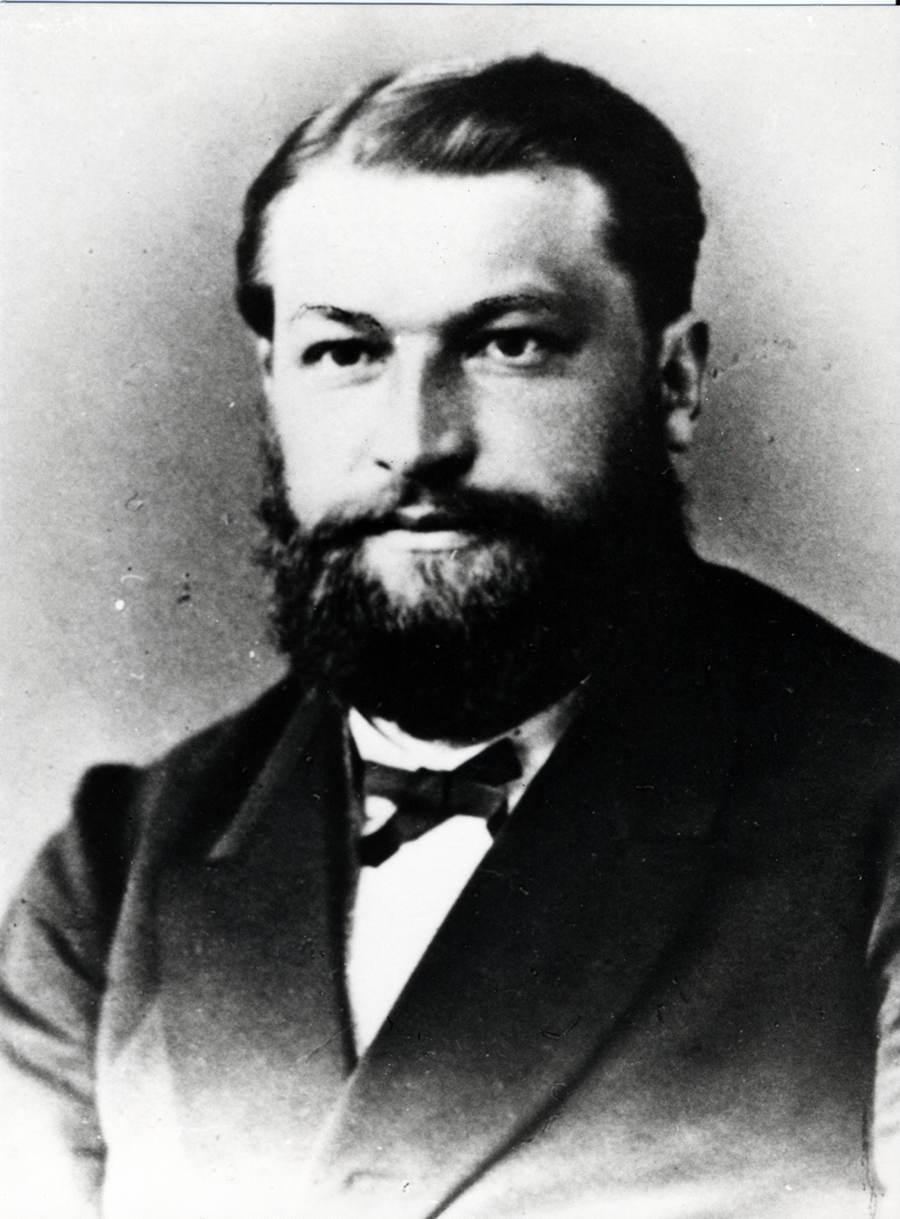
Clemens Winkler (1875)

Clemens Alexander Winkler (* 26. Dezember 1838 in Freiberg; † 8. Oktober 1904 in Dresden) war ein deutscher Chemiker. Er ist der Entdecker des chemischen Elements Germanium.

## Familie
Clemens Winkler kam als zweitältester Sohn unter den drei Söhnen und drei Töchtern des Metallurgen Kurt Alexander Winkler und seiner Frau Elmonde Winkler geb. Schramm zur Welt. Er war ein Neffe des Mineralogen August Breithaupt und Cousin des Geologen Hermann Theodor Breithaupt. Sein Pate war der Chemiker Ferdinand Reich. Der Chemiker Ferdinand Bischoff war sein Schwager.

## Leben und Werk

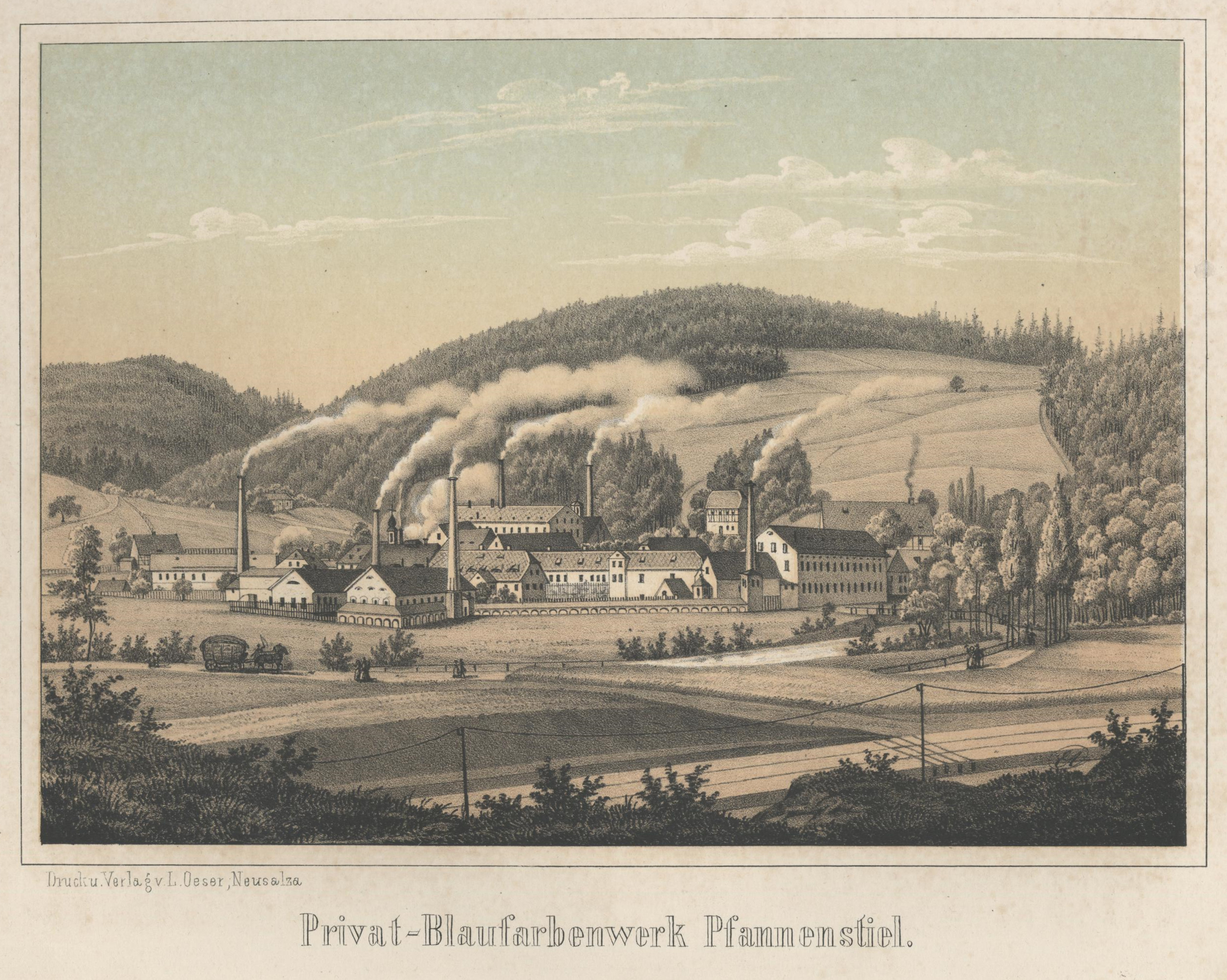
Blaufarbenwerk Niederpfannenstiel um 1856

Nachdem er zunächst mit seinen Geschwistern Privatunterricht erhalten hatte, kam er mit zwölf Jahren auf das Gymnasium in Freiberg, von dem er auf die Realschule nach Dresden und nach zwei Jahren auf die Gewerbeschule in Chemnitz wechselte. Nach seinem Aufenthalt an der Chemnitzer Gewerbeschule (1853–1856) begann er das Studium an der Freiberger Bergakademie (1857–1859), brach dieses aber nach zwei Jahren auf Wunsch seines kranken Vaters ab. Er arbeitete zunächst als Chemiker in den Blaufarbenfabriken Oberschlema und, nach dem Tod des Vaters im Jahr 1862, in Niederpfannenstiel. In Pfannenstiel gründete er mit Minna Pohl danach eine Familie, aus der vier Söhne und zwei Töchter hervorgingen. In den folgenden zwei Jahren veröffentlichte er neun Arbeiten und wurde 1864 für seine Arbeit Ueber Siliciumlegirungen und Siliciumarsenmetalle  an der Universität Leipzig promoviert; im gleichen Jahr wurde er Hüttenmeister im Blaufarbenwerk Niederpfannenstiel.
Dort hatte Winkler auch Zeit für eigene Versuche. Er untersuchte die Reaktionen des Elementes Indium – das sein früherer Lehrer Ferdinand Reich entdeckt hatte –, bestimmte das Atomgewicht, ermittelte die Zweiwertigkeit und stellte eine Vielzahl von Indiumsalzen dar. Er bestimmte die Atomgewichte von Nickel und Cobalt.
Auf Empfehlung Hermann Kolbes wurde Clemens Winkler im Jahr 1873 der Nachfolger von Theodor Scheerer als Professor für anorganische Chemie an die Bergakademie Freiberg berufen, obwohl er als Hüttenmeister bis dahin keine akademische Lehrtätigkeit ausgeübt hatte. Seine ersten Arbeiten handelten von der Mineralanalyse; für die Gewichtsanalyse von Metallarten wendete Winkler die Elektroanalyse an. Winkler führte 1898 die Drahtnetzelektrode aus Platin ein und gilt als Mitbegründer der Elektroanalyse.

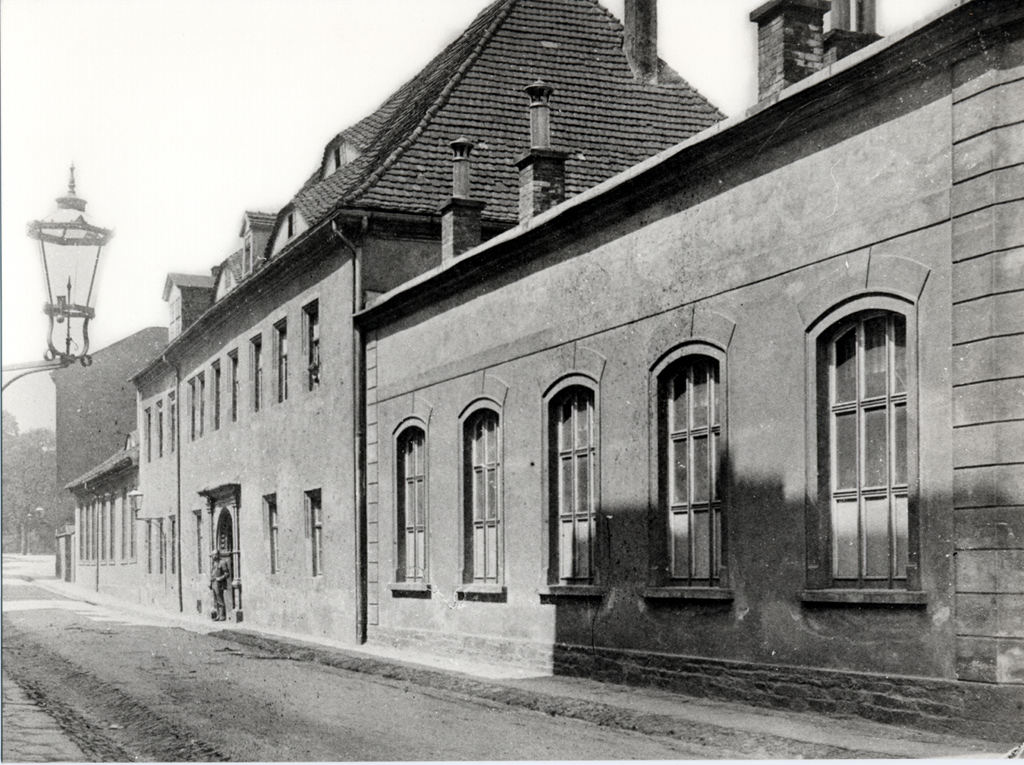
Altes Chemisches Institut der Bergakademie Freiberg um 1900

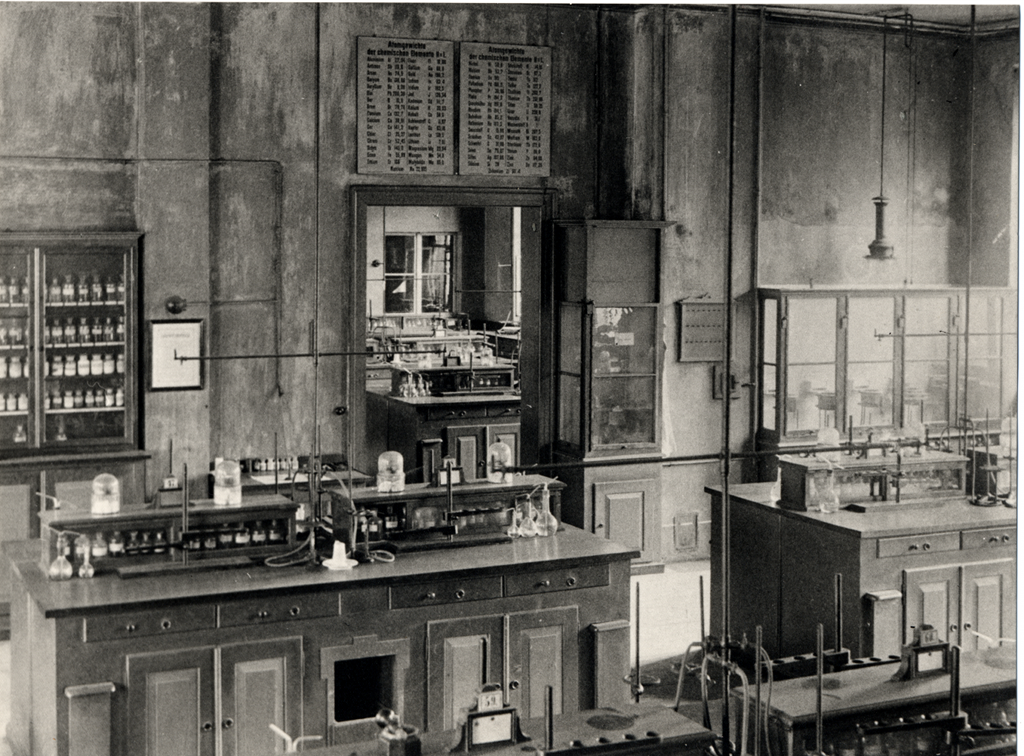
Labor im alten Chemischen Institut in Freiberg um 1900

Bereits 1831 hatte in England Peregrine Phillips ein Patent zur Erzeugung von Schwefelsäure aus Schwefeldioxid durch Platinkontakt erhalten. Winkler entwickelte zum gleichen Zweck platinierten Asbest und erhielt eine sehr hohe Ausbeute an Schwefelsäure. 1876 entstand eine Schwefelsäurefabrik bei Freiberg. Winkler war ein Mitbegründer dieses Kontaktverfahrens und erkannte Arsen als Kontaktgift, das die Wirkung des Katalysators verschlechterte.
Später entwickelte der BASF-Chemiker Rudolf Knietsch das Verfahren weiter, es fand weltweite Anerkennung.
Winkler verbesserte die gasanalytischen Methoden von Robert Bunsen und vereinfachte sie so weit, dass sie breite Anwendung in der Industrie fanden; er entwickelte die nach ihm benannte Gasbürette und gilt gemeinsam mit dem Chemiker Walther Hempel als ein Begründer der technischen Gasanalyse.
Clemens Winkler beschäftigte sich schon Anfang der 1880er Jahre mit der Frage, ob es angesichts der schon damals stattfindenden „Massenverbrennung von Steinkohle“ zu einer Zunahme an Kohlenstoffdioxid in der Erdatmosphäre komme. Er verneinte dies, obwohl er von einem „Zeitalter der Verbrennung“ sprach.

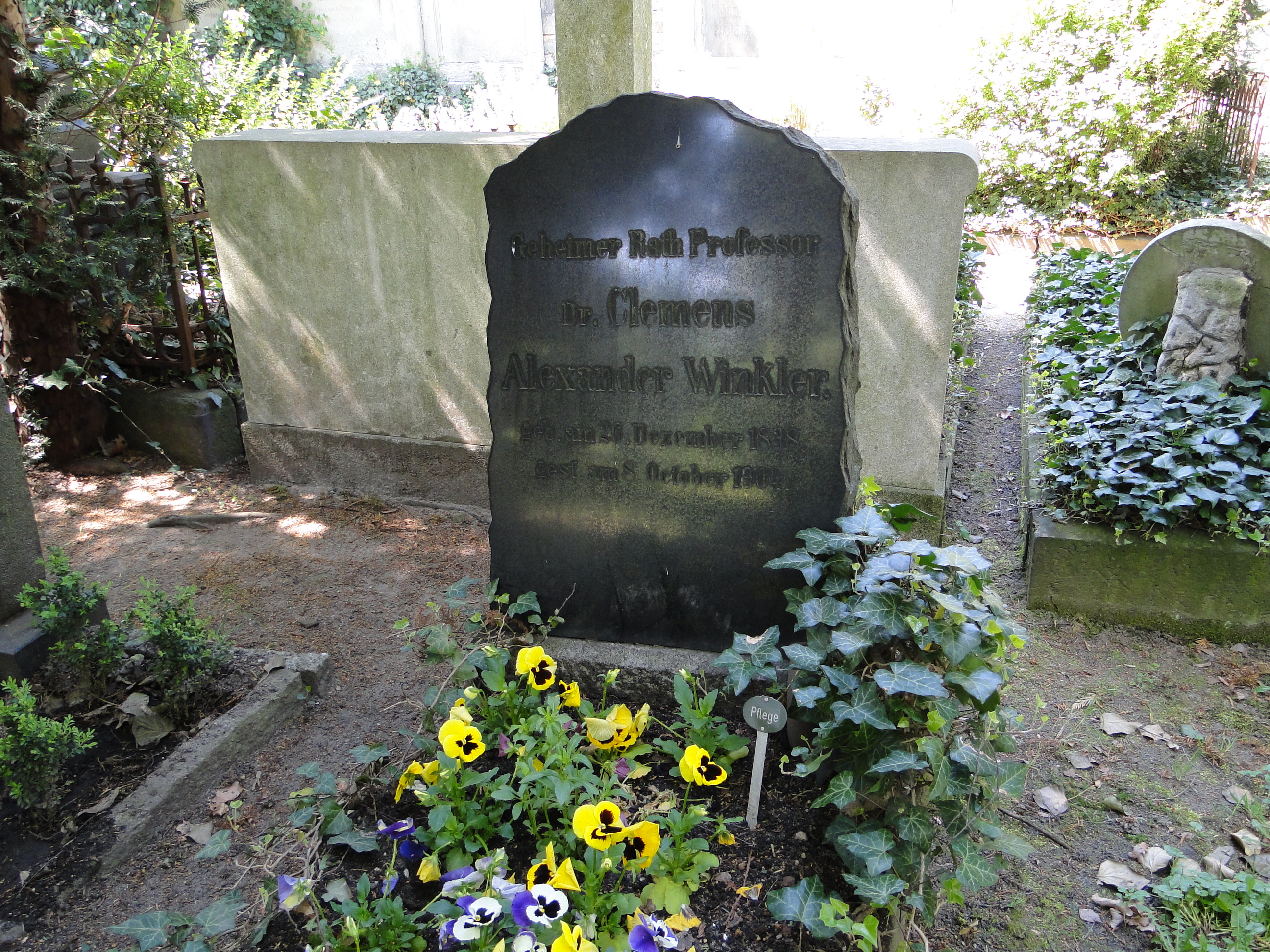
Winklers Grab auf dem Trinitatisfriedhof in Dresden

Die bedeutendste Leistung Winklers war die Entdeckung des Elementes Germanium am 6. Februar 1886. Bei der Analyse des seltenen Minerals Argyrodit fand er heraus, dass dieses zu ca. 75 Prozent aus Silber, zu 17 Prozent aus Schwefel und zu geringen Anteilen (insgesamt ca. 1 Prozent) aus Eisen, Quecksilber und Zink bestand. Nun fehlten noch sieben Prozent zum Ganzen. Nach mehrmonatiger Arbeit konnte Winkler schließlich ein neues Element mithilfe des Freiberger Aufschlusses isolieren, das er – in Anlehnung der Namensgebung der Elemente Gallium und Scandium – als Germanium bezeichnete. Seine Entdeckung bestätigte die theoretische Vorarbeit von Dmitri Iwanowitsch Mendelejew, der die Existenz eines Elementes, das er Eka-Silicium nannte, mit diesen Eigenschaften vorausgesagt hatte.
Im Jahre 1894 traf er sich erstmals mit Mendelejew, mit dem er seit 1886 Briefkontakte pflegte. Von 1896 bis 1899 wirkte Winkler als Direktor der Bergakademie; Berufungen an andere Universitäten lehnte er ab. Er starb im Jahr 1904 im Alter von 65 Jahren an Krebs.
Clemens Winkler war Angehöriger des Weinheimer Corps Franconia Freiberg. Er ist auf dem Trinitatisfriedhof in Dresden begraben.
Einige chemische Präparate Winklers, darunter die Zwischenstufen der Germaniumentdeckung, fügte Winkler einer von ihm begonnenen Sammlung hinzu. Diese Sammlung anorganisch-chemischer Präparate enthält auch einige Objekte, die speziell für die Lehre angefertigt wurden. Seit 2022 wird die Clemens-Winkler-Sammlung digitalisiert, wobei die aktuelle Fassung online angesehen werden kann.

## Ehrungen

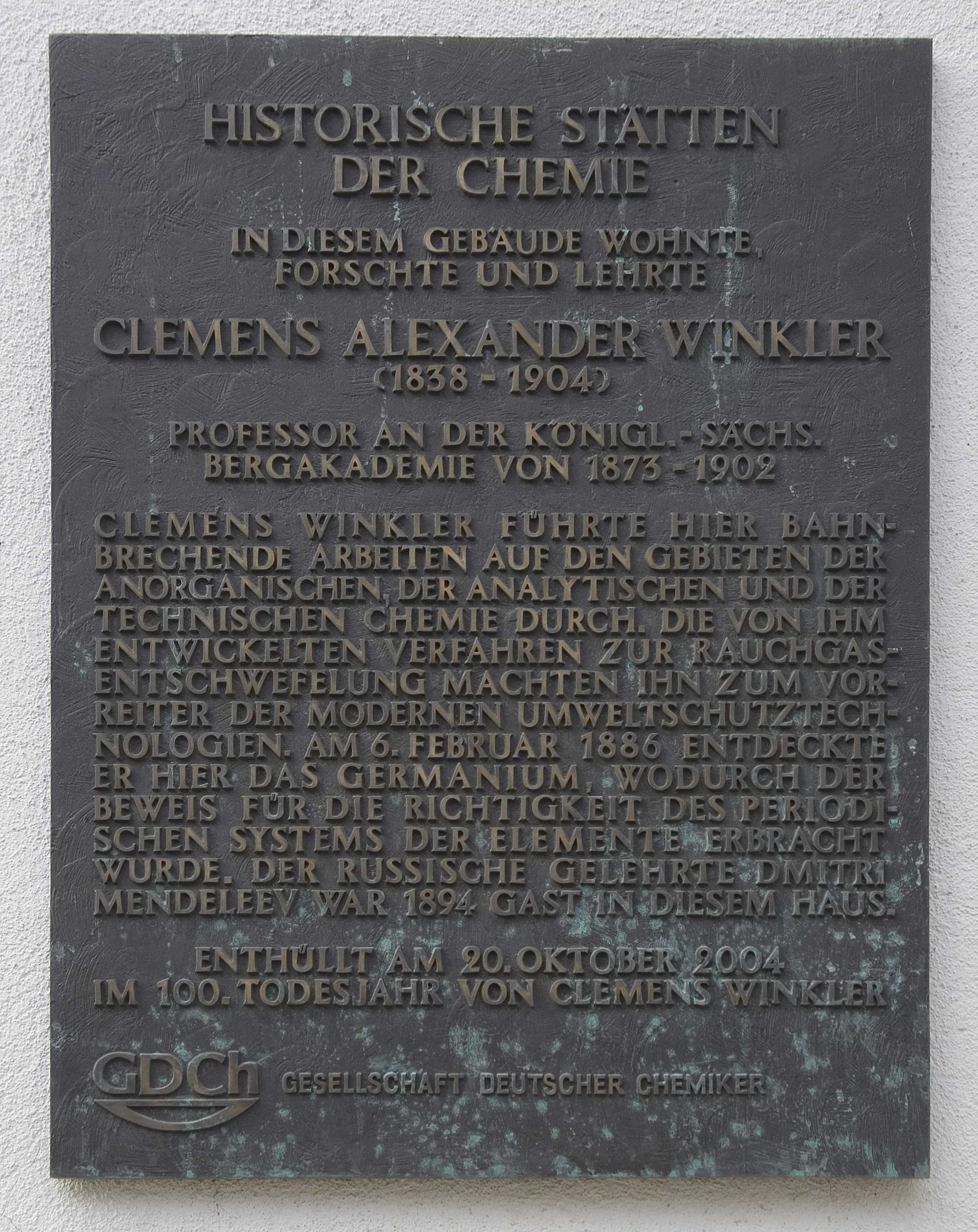
Gedenktafel zu Ehren Clemens Winklers am alten chemischen Laboratorium der Technischen Universität Bergakademie Freiberg (Sachsen)

- Wahl in die Deutsche Akademie der Naturforscher Leopoldina (1878)[9]
- Wahl zum ordentlichen Mitglied der Königlich Sächsischen Gesellschaft der Wissenschaften (1890)[10]
- Ernennung zum Geheimen Bergrat (1894) und zum Geheimrat durch die Sächsische Regierung (1899)
- Ehrenbürger von Freiberg (1899)
- Dr.-Ing. e. h. der Technischen Hochschule Charlottenburg (1902)
- Gedenktafel der Gesellschaft Deutscher Chemiker am alten chemischen Laboratorium, Historische Stätten der Chemie (2004)
- Das erste Gymnasium in Aue (Sachsen) und die Mittelschule in Freiberg tragen Winklers Namen.

## Veröffentlichungen
Das Werk Clemens Winklers umfasst 141 Publikationen.
- Über die chemische Zusammensetzung des Condurrits, 1859
- Anleitung zur chemischen Untersuchung der Industriegase, 1876/79
- Über den Nachweis von Schlagwettern in Steinkohlengruben, 1878
- Lehrbuch der technischen Gasanalyse, 1885
- Praktische Übungen für die Maßanalyse, 1888